# 오스카르 니에메예르
오스카르 히베이루 지 아우메이다 니에메예르 소아리스 필류(브라질 포르투갈어: Oscar Ribeiro de Almeida Niemeyer Soares Filho, 1907년 12월 15일 ~ 2012년 12월 5일)는 브라질의 건축가이다. 태동기 모더니즘 건축에서 가장 중요한 인물 중 한 사람으로 거론되곤 한다. 브라질의 행정 수도인 브라질리아를 설계한 것으로 유명하며, 프리츠커상을 수상했다. 그밖에 자주 언급되는 업적으로는 다른 여러 건축가들과 함께 참여한 뉴욕 소재 유엔 본부가 있다. 철근 콘크리트에 내재된 미학적 가능성에 주목하였으며 20세기와 21세기 초 건축계에 많은 영향을 끼쳤다.
’기념비 조각가’라고 칭송받으며 같은 이유로 비판받기도 하는 니에메예르의 추종자들은 그가 당대 최고의 건축가이자 예술가라는 평가를 내린다. 자신의 건축이 르 코르뷔지에로부터 강한 영향을 받았다고 말하는 니에메예르는 그러나 인터뷰에서 “다른 방향으로 향하는 것을 주저하지 않았다”고 확언한 바 있다. 추상적인 형태와 곡선을 사용한 것으로 알려진 니에메예르는 다음과 같은 말을 남겼다.
나는 사람의 손에서 태어난, 직각이나 직선, 단단함이나 유연하지 않은 것에 관심이 없다. 나는 자유롭게 흐르는 감각적인 곡선에 이끌린다. 내 조국의 산맥에서, 구불구불한 강에서, 대양의 파도에서, 사랑받는 여자의 몸에서 찾을 수 있는 곡선들 말이다. 온 우주, 아인슈타인의 휘어진 우주는, 곡선으로 만들어졌다.

1957년 브라질리아의 건축 설계 주임으로 임명되어 브라질리아의 주요 건축물의 설계를 총괄하였다. 2007년 12월 15일 100세 생일을 맞이함으로 고령에도 불구하고 건축계에서 활동하고 있다가, 2012년 12월 5일 향년 104세로 세상을 떠났다. 그는 생전에 브라질에서 개최된 2014년 FIFA 월드컵의 경기장 건설에 참여하고 싶다는 뜻을 보이기도 하였다.

## 생애

### 유년기와 학업

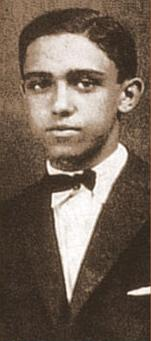
1917년의 니에메예르

니에메예르는 1907년 12월 15일 리우데자네이루 시에서 태어났다. 증조부는 포르투갈 출신의 이민자로, 포르투갈에 정착한 독일인 군인의 손자였다. 니에메예르는 “내 이름은 원래 오스카 히베이루 지 아우메이다 지 니에메예르 소아리스, 아니면 간단히 오스카 지 아우메이다 소아리스가 맞지만 외국어로 된 성씨가 눈에 띄다보니 그냥 오스카 니마이어라고 불렸다”고 회고했다. 젊은 시절의 니에메예르는 미래에 무관심하고 보헤미안스러운 면모를 가진 전형적인 카리오카 청년이었다. 스물한살이 되던 1928년, 고등학교를 나와 파도바 출신 이민자 집안의 딸인 아니타 바우두와 결혼했다.
이후 리우데자네이루 연방 대학교 국립 예술학교에서 건축을 공부하고 1934년 졸업과 함께 학사 학위를 취득했다.

### 경력 초기
졸업한 니에메예르는 친부 밑에서 활판 인쇄로 돈을 벌었다. 경제적으로 넉넉치 않은 형편이었지만 무보수로 루시우 코스타의 설계 사무실에서 일했다. 전공을 살려 제도를 담당했는데, 후일 르 코르뷔지에는 니에메예르가 아름다운 투시도법을 구사한다고 칭찬했다. 코스타와의 인연은 그가 성장하는데 지대한 영향을 끼쳤다. 네오콜로니얼 건축에 관심을 기울이던 코스타는 유럽에서 부흥하던 국제주의 건축이 훨씬 진보된 형태의 건축이라고 생각했다. 코스타의 글은 모더니즘 건축을 브라질의 전통적인 식민지 건축 양식에 녹여낼 통찰력을 보여주며 코스타 자신과 주변 건축가들의 기반이 되었다.

## 같이 보기
- 리나 보 바르디
- 브라질리아

## 참고 서적
- Niemeyer, Oscar (2000). 《The Curves of Time: The Memoirs of Oscar Niemeyer》 (영어). 런던: Phaidon. ISBN 0-7148-4007-6.
- Salvaing, Matthieu (2002). 《Oscar Niemeyer》. Assouline Publishing. ISBN 2-84323-344-5.